# Marsanes
Marsanes is een gnostisch geschrift, dat in een Koptische vertaling onderdeel is van de vondst van de Nag Hammadigeschriften in 1945. Er moet een oorspronkelijk Griekse tekst zijn geweest, maar daar is nooit iets van gevonden. Het handschrift is zwaar beschadigd. Het moet minimaal achtenzestig pagina's hebben bevat. Daarvan ontbreken er veertien geheel en veel van de resterende pagina's hebben lacunes, waarvan de tekst ook niet meer gereconstrueerd kon worden. Ongeveer 60% van de tekst is verloren gegaan. 
Het wel leesbare deel van het handschrift maakt duidelijk dat het met Zostrianus, Allogenes en de Drie Stèles van Seth behoort tot latere fase van de literatuur van de gnostische stroming die aangeduid wordt als het sethianisme. Marsanes is van die werken het laatst geschreven. Een aan deze geschriften verwante tekst is het Titelloze geschrift uit de Codex Brucianus dat dateert van eind derde of begin vierde eeuw. Het kent ook platoniserende voorstellingen. De relatie met het sethianisme is echter veel minder aanwezig en op het vakgebied omstreden. 
Vanaf het eind van de tweede eeuw begon het sethianisme zich af te keren van een steeds orthodoxer wordend christendom en begon het zich te richten op de meer individuele contemplatieve praktijken van het platonisme van de derde eeuw. Aan het eind van de derde eeuw raakte het ook vervreemd van orthodoxe platonisten en was er sprake van toenemende invloed van neoplatonisten, zoals Iamblichus (ca. 250-ca. 330) en Theodorus van Asine (overleden ca. 360). Marsanes vertoont duidelijk invloeden van het werk van deze filosofen. De oorspronkelijke Griekse tekst moet eind derde of begin vierde eeuw geschreven zijn. 

## Essentie van de inhoud
In het geschrift wordt Marsanes voorgesteld als een profeet die een aantal openbaringen ontvangen heeft, die hij vertelt aan een gnostische gemeenschap. De tekst wekt de indruk dat Marsanes de geestelijk leider van die gemeenschap is. In het Titelloze geschrift komt eveneens een profeet met de naam Marsanes voor. Ook in het hoofdstuk over de gnostische groepering van de archontici in de Panarion van Epiphanius van Salamis (ca. 315- 403) komt een profeet met de naam Marsianus voor. De naamgeving van het geschrift en het hanteren van de naam Marsanes voor de ontvanger van de openbaringen is slechts bedoeld om de tekst meer autoriteit te geven. 
Er zijn twee delen van het handschrift goed leesbaar. In het eerste deel wordt een beschrijving gegeven van alle niveaus van de werkelijkheid, vanaf de aardse materiële wereld tot aan het hoogste goddelijke domein. In totaal worden dertien bewustzijnsniveaus genoemd. In de openbaring maakt Marsanes een opstijging naar het hoogste goddelijke niveau. Een opvallend aspect aan Marsanes is, dat in deze tekst een nieuwe – tot dan toe in de sethiaanse literatuur onbekende – hoogste goddelijke identiteit wordt geschetst. In de meeste sethiaanse literatuur is dat de Grote Onzichtbare Geest. In Marsanes is er nog een niveau daarboven die benoemd wordt als de Onbekende Zwijger die nauwelijks een relatie heeft met welke andere entiteit in het goddelijk domein. Damascius (ca. 460 – na 538)  schreef in Kwesties en oplossingen aangaande de eerste beginselen een dergelijke opvatting aan Iamblichus toe. 
Marsanes beschouwt verlichting als het resultaat van zijn opstijging naar het hoogste goddelijke domein. Het beschrijft echter ook een afdaling van de goddelijke entiteit Autogenes naar de materiële wereld. De auteur heeft dat bedoeld om de profetische functie van Marsanes die zijn eigen ervaringen over de opstijging aan de gemeenschap doorgeeft te accentueren. 
In het tweede leesbare deel ontvangt Marsanes onderricht van een goddelijke identiteit op verschillende gebieden van wetenschap. Er zijn instructies over de tekens van de dierenriem, astrologie, getallenleer en het alfabet, waarbij sprake is van theürgische tendensen. Die kennis is noodzakelijk om met succes de opstijging naar het hoogste goddelijke domein en de verlichting  te kunnen maken. Ook dit soort opvattingen wordt bij Theodorus van Asine, een leerling van Iamblichus, aangetroffen. 
Het laatste deel van de tekst is moeilijk leesbaar, maar het is duidelijk dat het om een doopritueel handelt. Hierin neemt het hoofd van de engelen, Galamiël, Marsanes mee naar een fontein van de onsterfelijkheid.  